# Pravna fakulteta v Ljubljani
Pravna fakulteta (kratica PF) je fakulteta, ki je članica Univerze v Ljubljani. Ustanovljena je bila med prvimi slovenskimi fakultetami, hkrati z ustanovitvijo Univerze v Ljubljani leta 1919.
Trenutni dekan je dr. Miro Cerar ml., prodekani pa so dr. Viktorija Žnidaršič Skubic, dr. Bruna Žuber in dr. Luka Mišič. Tajnica fakultete je Irena Kordež. Sedež fakultete je na Poljanskem nasipu 2 na Poljanah v Ljubljani. Sedež ima v stavbi nekdanje Katoliške tiskarne.
Na PF Univerze v Ljubljani je študij organiziran v skladu z načeli bolonjske reforme. Prvostopenjski študij prava traja štiri leta, magistrski študij eno leto in doktorski študij štiri leta.

## Organizacija
Katedre
- Katedra za ustavno pravo
- Katedra za teorijo in sociologijo prava
- Katedra za pravnoekonomske znanosti
- Katedra za upravno pravo
- Katedra za kazensko pravo
- Katedra za civilno pravo
- Katedra za delovno in socialno pravo
- Katedra za pravno zgodovino
- Katedra za mednarodno pravo

V okviru PF Univerze v Ljubljani deluje tudi Srebrna katedra, ki združuje upokojene učitelje PF in ki se ukvarja zlasti z organizacijo okroglih miz na temo aktualnih (pravnih) vprašanj.